# Protidesničarska kampanja
Protidesničarska kampanja v Ljudski republiki Kitajski, ki je trajala od leta 1957 do konca leta 1959, je bila politična kampanja za usmrtitve domnevnih desničarjev znotraj kitajske komunistične partije (KPK) in države kot celote. Kampanjo je sprožil kitajski diktator Mao Cetung, pomembno vlogo pa sta imela tudi Deng Šjaoping in Peng Zhen. Protidesničarska kampanja je zelo škodila demokraciji na Kitajskem in državo spremenila v enostrankarsko državo.               
Opredelitev desničarjev ni bila vedno dosledna, pogosto je vključevala kritike na levi strani vlade, ampak se je uradno nanašala na tiste intelektualce, ki so bili videti naklonjeni kapitalizmu ali so bili proti enopartijski vladavini kot tudi prisilni, državni kolektivizaciji. Glede na kitajsko uradno statistiko, objavljeno v obdobju "Boluan Fanzheng", je protidesničarska kampanja zahtevala 550.000 smrtnih žrtev. Nekateri raziskovalci menijo, da je dejansko število preganjanih znašalo med 1 in 2 milijona ali celo več. Deng Šjaoping je priznal, da je med protidesničarsko kampanjo prišlo do napak in da je veliko žrtev prejelo rehabilitacijo do konca leta 1959.

## Zgodovina

### Ozadje
Protidesničarska kampanja je bila odziv na kampanjo Stotih rož, ki je spodbujala pluralizem izražanja in kritiko vlade, čeprav je začetek obeh kampanj nadzoroval Mao Cetung in sta bili neločljivo povezani.  

### Prvi del kampanje
Prvi del napadov se je začel takoj po koncu gibanja Stotih rož julija 1957. Do konca leta je bilo 300.000 ljudi označenih za desničarje, med njimi tudi pisatelj Ding Ling. Bodoči premier Zhu Rongji, ki je takrat delal v državni komisiji za načrtovanje, je bil leta 1958 odstavljen. Večina obtoženih je bila intelektualcev. Kazni so vključevale neformalno kritiko, težko delo in v večini primerih tudi usmrtitev. Na primer, v Jiabiangouju, pomembnem delovnem taborišču v Gansuju, je bilo od leta 1957 do 1961 zaprtih približno 3000 političnih zapornikov, od katerih jih je približno 2500 umrlo, večinoma zaradi lakote.
Eden glavnih ciljev je bil neodvisen pravni sistem. Pravni strokovnjaki so bili premeščeni na druga delovna mesta; namesto tega so sodno oblast izvajali politični kadri in policija.

### Drugi del
Drugi del kampanje je sledil po končani konferenci v Lushanu od 2. julija do 16. avgusta 1959, srečanju najvišjih partijskih voditeljev. Srečanje je obsodilo obrambnega ministra LRK, generala Penga Dehuaija, kateri je kritiziral veliki preskok naprej.

### Maove kritike
Ko je upravljal več provinc na jugozahodu, se je Deng izkazal za tako gorečega pri likvidaciji domnevnih protirevolucionarjev, da se je celo Mao čutil dolžnega pisati njemu. Mao je Denga Šjaopinga pozval, naj upočasni število usmrtitev v kampanji, in mu v pismu zapisal: 
Če jih pobijemo preveč, bomo izgubili naklonjenost javnosti in pojavilo se bo pomanjkanje delovne sile.

## Rehabilitacija
Po Maovi smrti leta 1976 je bilo veliko obsodb preklicanih. Takrat je vlada Denga Šjaopinga objavila, da potrebuje izkušnje kapitalistov, da bi država gospodarsko zaživela, nato pa so bile obsodbe o krivdi v tisočih protirevolucionarnih primerih razveljavljene, kar je prizadelo veliko tistih, ki so bili obtoženi desničarstva in so bili preganjani za to kaznivo dejanje zadnjih dvaindvajset let. To se je zgodilo kljub dejstvu, da sta bila Deng Šjaoping in Peng Zhen med "prvim valom" leta 1957 med najbolj navdušenimi tožilci gibanja.